# Carlos Fidalgo
Carlos Fidalgo (nascido em Queluz, 16 maio 1987) é um voleibolista português.
Ele fez parte da Seleção Portuguesa de Voleibol Masculino . 

## Observação
1. ↑  «Team Roster – Portugal»